# História da virologia

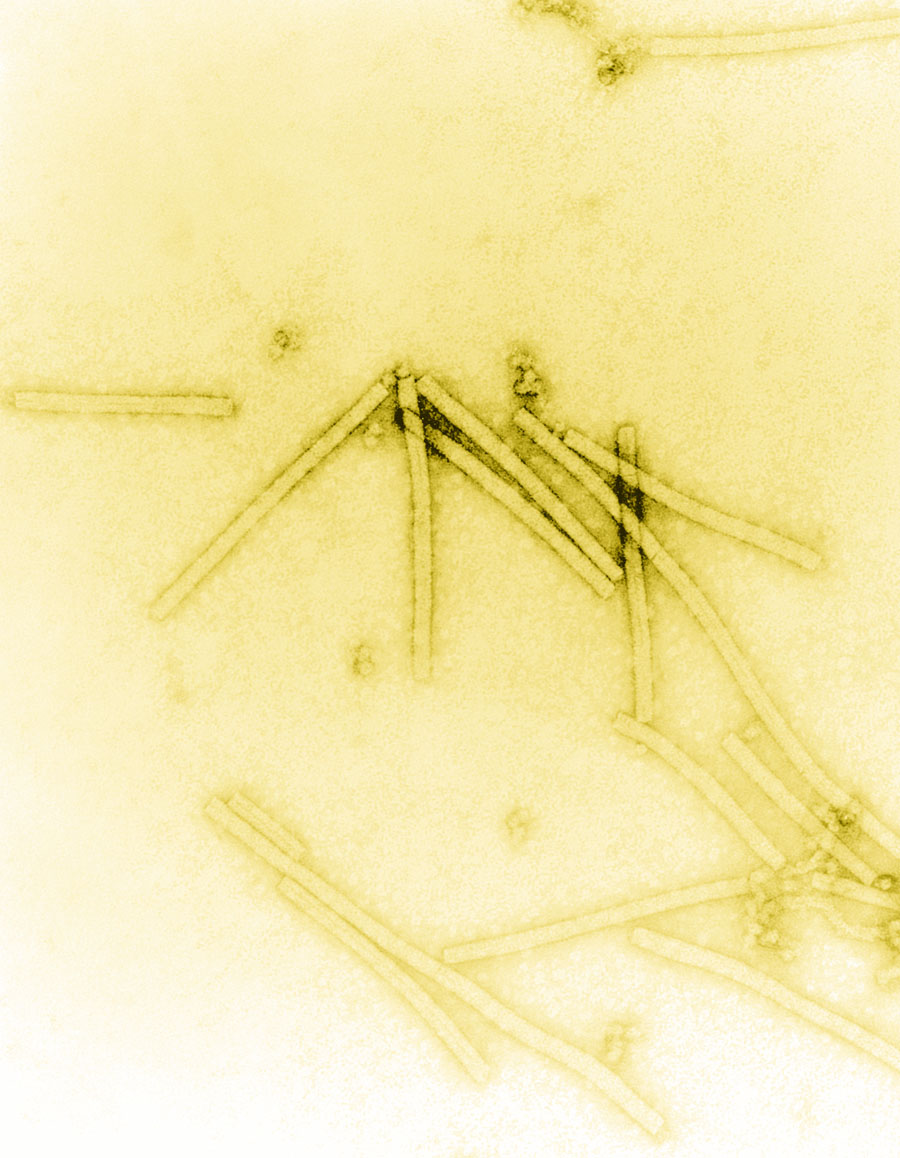
Micrografia eletrônica das partículas em forma de bastonete do vírus do mosaico do tabaco que são muito pequenas para serem vistas em um microscópio de luz

A história da virologia - o estudo científico dos vírus e das infecções que eles causam - começou nos últimos anos do século XIX. Embora Louis Pasteur e Edward Jenner tenham desenvolvido as primeiras vacinas para proteção contra infecções virais, eles não sabiam da existência de vírus.
A primeira evidência da existência de vírus veio de experimentos com filtros que tinham poros pequenos o suficiente para reter bactérias. Em 1892, Dmitri Ivanovski usou um desses filtros para mostrar que a seiva de uma planta de tabaco doente permanecia infecciosa para as plantas de tabaco saudáveis, apesar de ter sido filtrada. Martinus Beijerinck chamou a substância infecciosa filtrada de "vírus" e essa descoberta é considerada o princípio da virologia.
A subsequente descoberta e caracterização parcial de bacteriófagos por Frederick Twort e Félix d'Herelle fortificou ainda mais o campo e, no início do século XX, muitos vírus foram descobertos. Em 1926, Thomas Milton Rivers definiu os vírus como parasitas obrigatórios. Wendell Meredith Stanley demonstrou que os vírus são partículas, em vez de um fluido, e a invenção do microscópio eletrônico em 1931 permitiu que suas estruturas complexas fossem visualizadas.

## Pioneiros

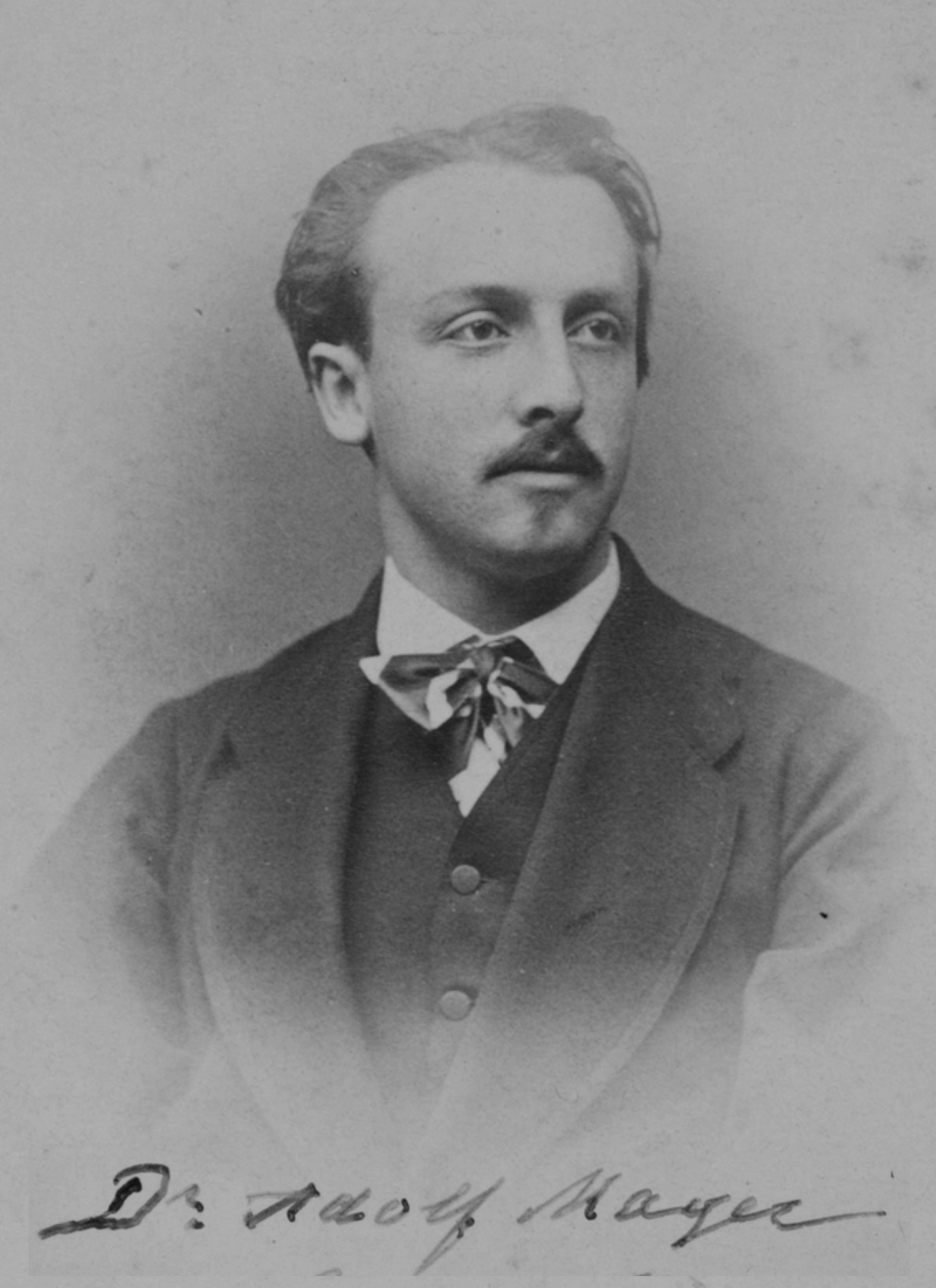
Adolf Mayer em 1875

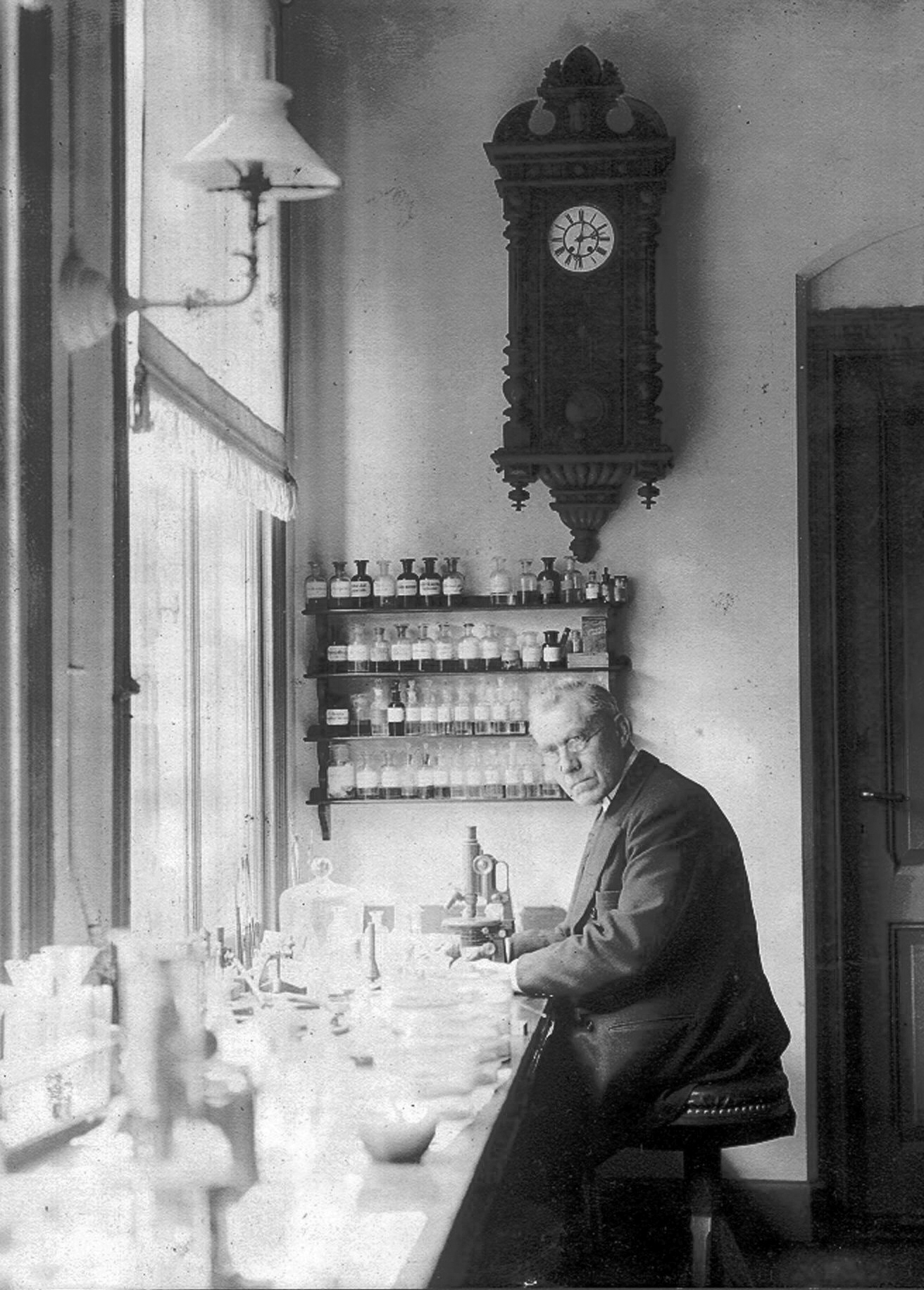
Martinus Beijerinck em seu laboratório em 1921.

Apesar de seus outros sucessos, Louis Pasteur (1822-1895) foi incapaz de encontrar um agente causador da raiva e especulou sobre um patógeno pequeno demais para ser detectado usando um microscópio. Em 1884, o microbiologista francês Charles Chamberland (1851–1931) inventou um filtro - conhecido hoje como filtro de Chamberland - que tinha poros menores que bactérias. Assim, ele poderia passar uma solução contendo bactérias pelo filtro e removê-las completamente da solução.
Em 1876, Adolf Mayer, que dirigia a Estação Experimental Agrícola em Wageningen, foi o primeiro a mostrar que o que chamou de "Doença do Mosaico do Tabaco" era infecciosa. Ele achava que a doença era causada por uma toxina ou uma bactéria muito pequena. Mais tarde, em 1892, o biólogo russo Dmitri Ivanovski (1864–1920) usou um filtro de Chamberland para estudar o que hoje é conhecido como o vírus do mosaico do tabaco. Seus experimentos mostraram que extratos de folhas esmagadas de plantas de tabaco infectadas permanecem infecciosos após a filtração. Ivanovski sugeriu que a infecção pode ser causada por uma toxina produzida por uma bactéria, mas não deu continuidade à ideia.
Em 1898, o microbiologista holandês Martinus Beijerinck (1851–1931), professor de microbiologia da Escola Agrícola de Wageningen, repetiu os experimentos de Adolf Mayer e se convenceu de que o filtrado continha uma nova forma de agente infeccioso. Ele observou que o agente se multiplicava apenas nas células em divisão e chamou-o de contagium vivum fluidum (germe vivo solúvel) e reintroduziu a palavra vírus. Beijerinck sustentou que os vírus eram de natureza líquida, uma teoria mais tarde desacreditada pelo bioquímico e virologista norte-americano Wendell Meredith Stanley (1904-1971), que provou que eles eram de fato partículas. No mesmo ano, 1898, Friedrich Loeffler (1852–1915) e Paul Frosch (1860–1928) passaram o primeiro vírus animal por um filtro semelhante e descobriram a causa da febre aftosa.
O primeiro vírus humano a ser identificado foi o vírus da febre amarela. Em 1881, Carlos Finlay (1833–1915), um médico cubano, primeiro conduziu e publicou uma pesquisa que indicava que os mosquitos carregavam a causa da febre amarela, uma teoria comprovada em 1900 por uma comissão chefiada por Walter Reed (1851–1902). Durante 1901 e 1902, William Crawford Gorgas (1854–1920) organizou a destruição dos habitats de reprodução dos mosquitos em Cuba, o que reduziu drasticamente a prevalência da doença. Posteriormente, Gorgas organizou a eliminação dos mosquitos do Panamá, o que permitiu a abertura do Canal O vírus foi finalmente isolado por Max Theiler (1899–1972) em 1932, que desenvolveu uma vacina bem-sucedida.
Não foi até a invenção do microscópio eletrônico em 1931 pelos engenheiros alemães Ernst Ruska (1906-1988) e Max Knoll (1887-1969), que as partículas de vírus, especialmente os bacteriófagos, mostraram ter estruturas complexas. Os tamanhos dos vírus determinados usando este novo microscópio se encaixaram bem com aqueles estimados por experimentos de filtração. Esperava-se que os vírus fossem pequenos, mas a variedade de tamanhos foi uma surpresa. Alguns eram apenas um pouco menores do que as menores bactérias conhecidas, e os vírus menores eram de tamanhos semelhantes a moléculas orgânicas complexas.
Em 1935, Wendell Stanley examinou o vírus do mosaico do tabaco e descobriu que era composto principalmente de proteína. Em 1939, Stanley e Max Lauffer (1914) separaram o vírus em proteína e ácido nucléico, que foi mostrado pelo colega de pós-doutorado de Stanley, Hubert S. Loring, ser especificamente RNA. A descoberta do RNA nas partículas foi importante porque em 1928 Fred Griffith (c.1879–1941) forneceu a primeira evidência de que seu semelhante, o DNA, formava genes.

## Bacteriófagos

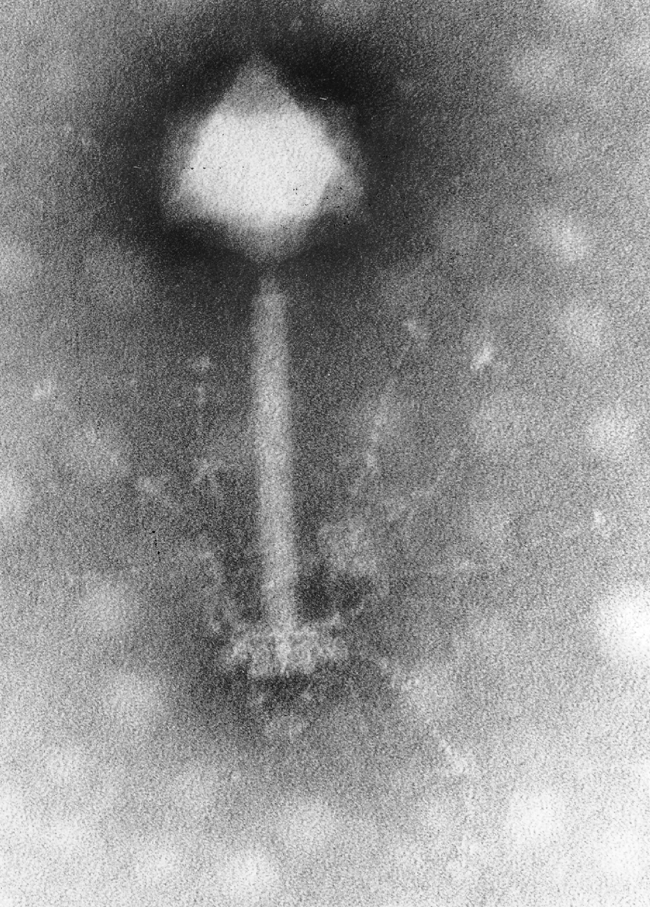
Bacteriófago

### Descoberta
Os bacteriófagos são os vírus que infectam e se replicam nas bactérias. Eles foram descobertos no início do século 20, pelo bacteriologista inglês Frederick Twort (1877–1950). Mas antes dessa época, em 1896, o bacteriologista Ernest Hanbury Hankin (1865–1939) relatou que algo nas águas do rio Ganges poderia matar Vibrio cholerae - a causa da cólera. O agente na água podia passar por filtros que removem as bactérias, mas era destruído pela fervura.

## Vírus de plantas
Em 1882, Adolf Mayer (1843–1942) descreveu uma condição das plantas de tabaco, que ele chamou de "doença do mosaico" ("mozaïkziekte"). As plantas doentes tinham folhas variegadas e pintadas. Ele excluiu a possibilidade de uma infecção fúngica e não conseguiu detectar nenhuma bactéria e especulou que um "princípio infeccioso semelhante a uma enzima solúvel estava envolvido". No entanto, ele não levou adiante sua ideia, de modo que os experimentos de filtração de Ivanovski e Beijerinck sugeriram que a causa era um agente infeccioso anteriormente desconhecido. Depois que o mosaico do tabaco foi reconhecido como uma doença viral, foram descobertas infecções por vírus em muitas outras plantas.

## Século XX
No final do século XIX, os vírus eram definidos em termos de infectividade, capacidade de filtragem e necessidade de hospedeiros vivos. Até então, os vírus só haviam sido cultivados em plantas e animais, mas em 1906, Ross Granville Harrison (1870–1959) inventou um método para o crescimento de tecido na linfa, e, em 1913, E. Steinhardt, C. Israeli, e R. A. Lambert usaram este método para cultivar o vírus vaccinia em fragmentos de tecido da córnea de porquinho da índia. Em 1928, H. B. e M. C. Maitland cultivaram o vírus vaccinia em suspensões de rins de galinha picados. Seu método não foi amplamente adotado até a década de 1950, quando o poliovírus foi cultivado em grande escala para a produção de vacinas. Em 1941-1942, George Hirst (1909-1994) desenvolveu testes baseados na hemaglutinação para quantificar uma ampla gama de vírus, bem como anticorpos específicos para vírus no soro.

### Gripe

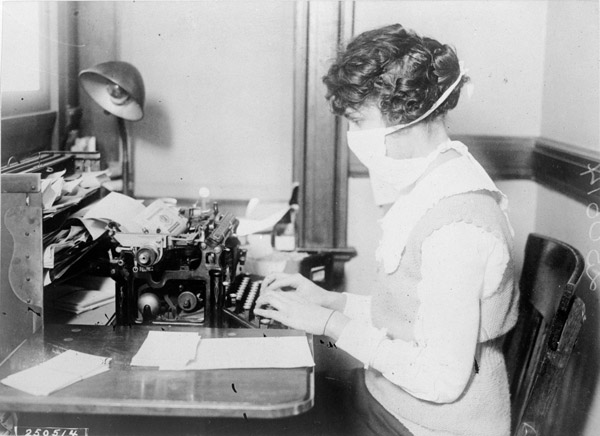
Uma mulher que trabalhava durante a epidemia de gripe de 1918-1919

Embora o vírus da influenza que causou a pandemia de influenza de 1918-1919 não tenha sido descoberto até os anos 1930, as descrições da doença e pesquisas subsequentes provaram que ele foi o culpado. A pandemia matou entre 40 e 50 milhões de pessoas em menos de um ano, mas a prova de que foi causada por um vírus não foi obtida até 1933. Haemophilus influenzae é uma bactéria oportunista que comumente segue infecções por influenza; isso levou o eminente bacteriologista alemão Richard Pfeiffer (1858–1945) a concluir incorretamente que essa bactéria era a causa da gripe. Um grande avanço veio em 1931, quando o patologista norte-americano Ernest William Goodpasture desenvolveu influenza e vários outros vírus em ovos de galinha fertilizados. Hirst identificou uma atividade enzimática associada à partícula do vírus, posteriormente caracterizada como neuraminidase, a primeira demonstração de que os vírus poderiam conter enzimas. Frank Macfarlane Burnet mostrou no início dos anos 1950 que o vírus se recombina em altas frequências, e Hirst mais tarde deduziu que ele tem um genoma segmentado.

### Final do século XX e início do século XXI

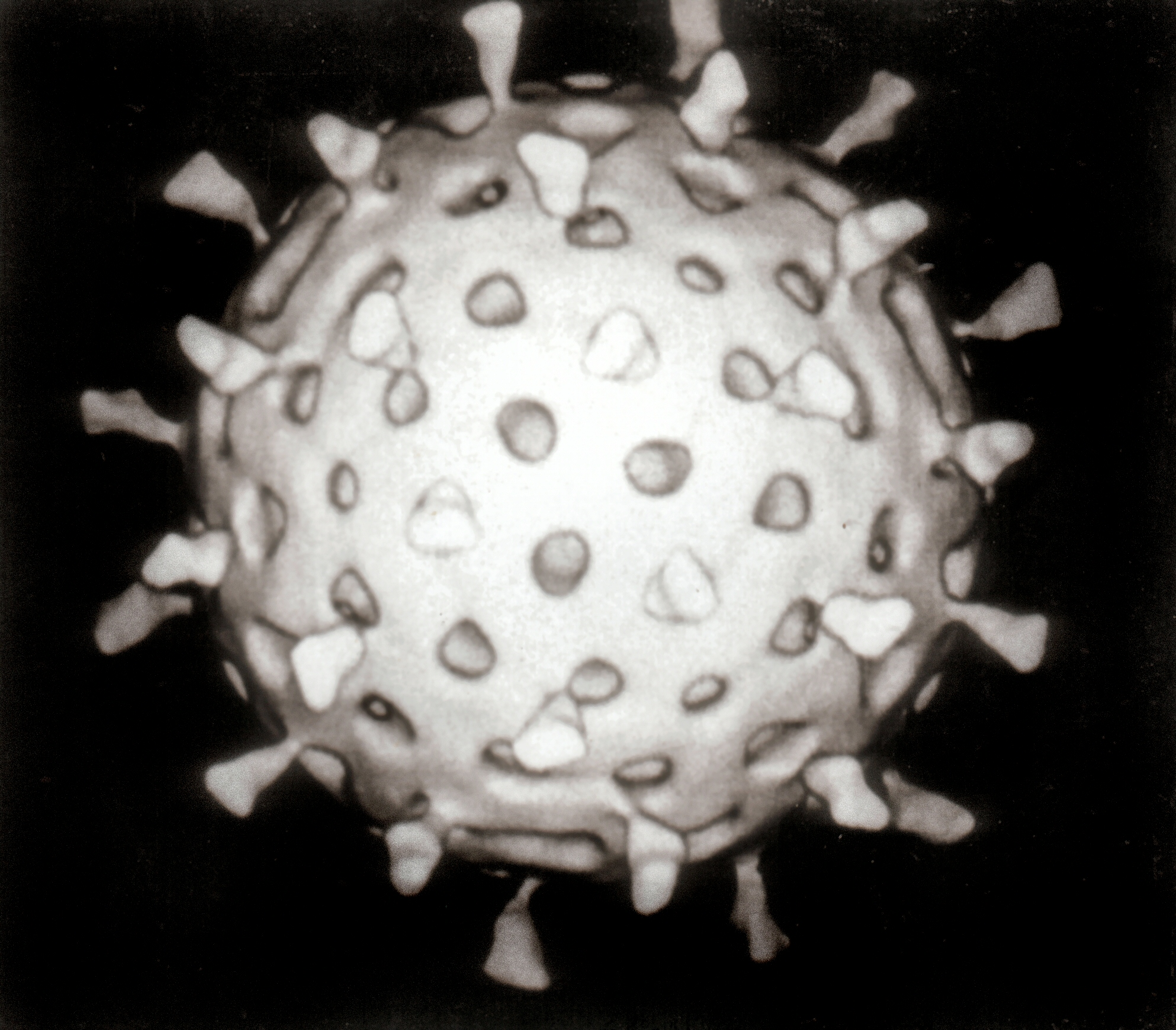
Uma partícula de rotavírus

A segunda metade do século XX foi a idade de ouro da descoberta de vírus e a maioria das duas mil espécies reconhecidas de vírus animais, vegetais e bacterianos foram descobertas durante esses anos. Em 1946, foi descoberta a diarreia por vírus bovino que ainda é possivelmente o patógeno mais comum em bovinos em todo o mundo e, em 1957, foi descoberto o arterivírus equino. Na década de 1950, melhorias no isolamento de vírus e métodos de detecção resultaram na descoberta de vários vírus humanos importantes, incluindo o vírus varicela-zoster, os paramixovírus, - que incluem o vírus do sarampo e o vírus sincicial respiratório - e os rinovírus que causam o resfriado comum. Na década de 1960, mais vírus foram descobertos. Em 1963, o vírus da hepatite B foi descoberto por Baruch Blumberg. A transcriptase reversa, a enzima chave que os retrovírus usam para traduzir seu RNA em DNA, foi descrita pela primeira vez em 1970, independentemente por Howard Temin e David Baltimore. Isso foi importante para o desenvolvimento de medicamentos antivirais - um momento decisivo na história das infecções virais. Em 1983, Luc Montagnier (nascido em 1932) e sua equipe no Instituto Pasteur na França isolaram pela primeira vez o retrovírus agora chamado de HIV. Em 1989, a equipe de Michael Houghton na Chiron Corporation descobriu a hepatite C. Novos vírus e cepas de vírus foram descobertos em cada década da segunda metade do século XX. Essas descobertas continuaram no século XXI com o surgimento de novas doenças virais como a SARS e o Nipah. Apesar das conquistas dos cientistas nos últimos cem anos, os vírus continuam a representar novas ameaças e desafios.

## Avanços Recentes na Virologia e Seus Impactos Globais
A virologia tem desempenhado um papel fundamental na compreensão e no combate às doenças virais. No século XXI, esta área científica tem enfrentado o grande desafio do surgimento de novas doenças virais e tem registado progressos notáveis na prevenção e tratamento de infeções virais. 

### O desenvolvimento de vacinas modernas
As vacinas são a intervenção médica mais eficaz e económica disponível para combater doenças infecciosas. Estes consistem em preparação biológica que estimulam o sistema imunológico para fornecer imunidade protetora contra patógenos/agentes nocivos específicos. O design e o desenvolvimento de vacinas evoluíram ao longo dos anos. As primeiras vacinas foram criadas com pouca tecnologia e falta de conhecimentos básicos, representando pura façanha da engenhosidade humana. Em contraste, o desenvolvimento de vacinas modernas tira partido dos avanços tecnológicos e da nossa melhor compreensão do sistema imunitário e das interações entre agentes patogénicos e hospedeiros.
Devido à rápida disseminação global da pandemia da COVID-19, surgiu a urgência na busca do desenvolvimento de vacinas para conter a pandemia, levando a um esforço de pesquisadores de todo o mundo. A resposta à COVID-19 viu um notável desenvolvimento de vacinas que foi mais rápido do que qualquer outro visto anteriormente. As vacinas candidatas foram desenvolvidas e passaram por ensaios clínicos a partir da fase experimental, com os programas de desenvolvimento de vacinação concluídos em dezembro de 2020. Ao contrário do habitual calendário de desenvolvimento de vacinas que varia entre 3 a 9 anos, foi evidente a notável rapidez com o qual foi criada a vacina contra a COVID-19, passando desde as primeiras publicações do sequenciamento do SARS-CoV-2 até à fase 1 em apenas 6 meses. Ainda segundo , este ritmo acelerado se deu por diversos fatores: incluindo o conhecimento prévio do papel da proteína Spike (ou proteína S) na patogênese do coronavírus, provando que os anticorpos neutralizantes direcionados contra ao proteína S desempenham um papel fundamental na construção da imunidade. Sendo as abordagens mais aplicadas no desenvolvimento incluíram a utilização de ácidos nucléicos, vírus inativados ou vivos atenuados, vetores virais e proteínas recombinantes ou partículas de vírus

### Impactos na saúde pública e na medicina
Os avanços recentes na virologia tiveram um grande impacto na saúde pública e na medicina. O diagnóstico atempado de infecções virais, o desenvolvimento de tratamentos antivirais e vacinas eficazes contribuíram para a prevenção e tratamento de doenças virais, melhoria da qualidade de vida e redução da mortalidade. Sendo a vacinação o melhor método para prevenir e combater inúmeras doenças infecciosas e mortais . Exemplificando sua eficácia, a erradicação da varíola e da poliomielite é notável. Além do rápido desenvolvimento de vacina para controle da pandemia causada pelo vírus SARS-CoV-2.